# Héctor Babenco
Héctor Babenco (født 7. februar 1946, død 13. juli 2016) var en brasiliansk filminstruktør.
Babenco blev født i Buenos Aires i Argentina og flyttede til Brasilien i 1969. Han har arbejdet i Argentina, Brasilien og USA.

## Udvalgte film
- Pixote – A lei do mais fraco (1980)
- Ironweed (1987)
- At Play in the Fields of the Lord (1991)
- Kiss of the Spider Woman (1995, nomineret til en Oscar og den Gyldne Palme)
- Carandiru (2003)